# Manuel Dicenta Badillo
Manuel Dicenta Badillo (Madrid, 20 de maig de 1905 – ibíd., 20 de novembre de 1974) va ser un actor espanyol habitual del teatre, el cinema i la televisió, fill de Joaquín Dicenta Benedicto i Consuelo Badillo. Va ser catedràtic de Declamació en la Reial Escola Superior d'Art Dramàtic de Madrid, des de 1961 fins a 1970.

## En el teatre
Nascut en una família del món del teatre, va debutar en amb tan sols 19 anys en la companyia de María Guerrero amb l'obra El pobrecito carpintero. En els anys següents va participar en obres com Vidas cruzadas (1929), Don Juan Tenorio (en vàries ocasions), Ricardo III (1946), El médico de su honra, La malcasada (1947), La conjuración de Fiesco, Juan José (1948), Divinas palabras, Los intereses creados, Seis personajes en busca de un autor, La muralla (1954), Diálogos de carmelitas (1954), Cyrano de Bergerac (1955), Proceso de Jesús (1956), Los intereses creados (1956), Huracán sobre el Caine (1958), Cosas de papá y mamá (1960), Divinas palabras (1962), El proceso del arzobispo Carranza (1964), Así es si así os parece (1967), Fedra (1968), Los bajos fondos (1968), Testigo usted, testigos todos (1969), La playa vacía (1970), Andorra (1971) i Las cítaras colgadas de los árboles (1974).
Va participar en el Festival de Teatre Romà de Mèrida en 1954 amb l'obra Edipo rey i un any després amb Julio César, totes dues al costat de Francisco Rabal i direcció de José Tamayo Rivas. Va rebre un dels Premis Ondas 1958.

## Al cinema
El seu debut cinematogràfic es va produir en 1927 amb la pel·lícula El bandido de la sierra, d'Eusebio Fernández Ardavín. No tornaria a posar-se davant d'una càmera fins al 1935 a Morena Clara de Florián Rey, pel·lícula que va protagonitzar al costat de la cèlebre Imperio Argentina. Altres pel·lícules en les que va participar van ser La Lola se va a los puertos (1947), de Juan de Orduña, La princesa de los Ursinos (1947) de Luis Lucia o Pequeñeces... (1950) de nou amb Juan de Orduña.

## A televisió
El seu primer contacte amb el món de la televisió va ser en una entrevista que li va realitzar el periodista Victoriano Fernández de Asís. A partir d'aquest moment seria un assidu en la pantalla de Televisió espanyola, amb papers en obres dramàtiques dels espais Estudio 1 (1966-1973), Primera fila (1963-1965), La noche al hablar (1964), La otra cara del espejo (1965). En aquestes i altres sèries, va tenir ocasió d'interpretar, entre d'altres, les obres El gran teatro del mundo (1969), de Calderón de la Barca, Otel·lo (1972) de William Shakespeare o Don Juan Tenorio (1973) de José Zorrilla.
En Televisió Espanyola va intervenir assíduament com a recitador de poemes i lector de textos en l'espai de tancament de les emissions titulat El alma se serena (1966-1969) que oferia diàriament proses poètiques i versos inèdits d'autors espanyols escrits especialment per a televisió.
També en Televisió Espanyola va demostrar la seva espontaneïtat com a presentador en el programa infantil Carrusel del domingo (1970).
Jubilat en 1970, va morir en 1974, als 69 anys, i va ser enterrat en el Cementiri de San Justo de Madrid.

## Els Dicenta
Manuel va ser fill del dramaturg Joaquín Dicenta (1862-1917) i de l'actriu Consuelo Badillo. Del seu matrimoni amb la també actriu Amparo Silva, naixeria Daniel Dicenta (1937-2014) que es va casar amb l'actriu Lola Herrera (1935), amb qui engendraria Natalia Dicenta (1962) (neta de Manuel). Un altre fill d'un matrimoni tardà de Manuel, i en conseqüència germanastre de Daniel Dicenta, seria Jacobo Dicenta, nascut en 1972 (dos anys abans de la mort del seu pare).